# 昆山市第一人民医院
昆山市第一人民医院（江苏大学附属昆山医院），是中国江苏省的一所医院，为三级乙等医院，位于昆山市前进西路91号。

## 规模
1949年成立。1982年，成为苏州医学院教学医院。1995年，通过二级甲等医院评定。1999年，被中华人民共和国卫生部指定为国际紧急救援中心网络医院。2001年3月，成为镇江医学院附属医院。